# Закрутин (станція)
Закру́тин (біл. Закру́цін) — проміжна залізнична станція Берестейського відділення Білоруської залізниці на одноколійній неелектрифікованій лінії Хотислав — Берестя-Центральний між станціями Малорита (21 км) та Берестя-Південний (17,6 км). Розташована біля села Масевичі Малоритського району Берестейської області.

## Історія
Станція відкрита у 1873 році під час будівництва Києво-Берестейської залізниці. До 1902 року станція мала назву — Александрія (біл. Александрыя).

## Галерея

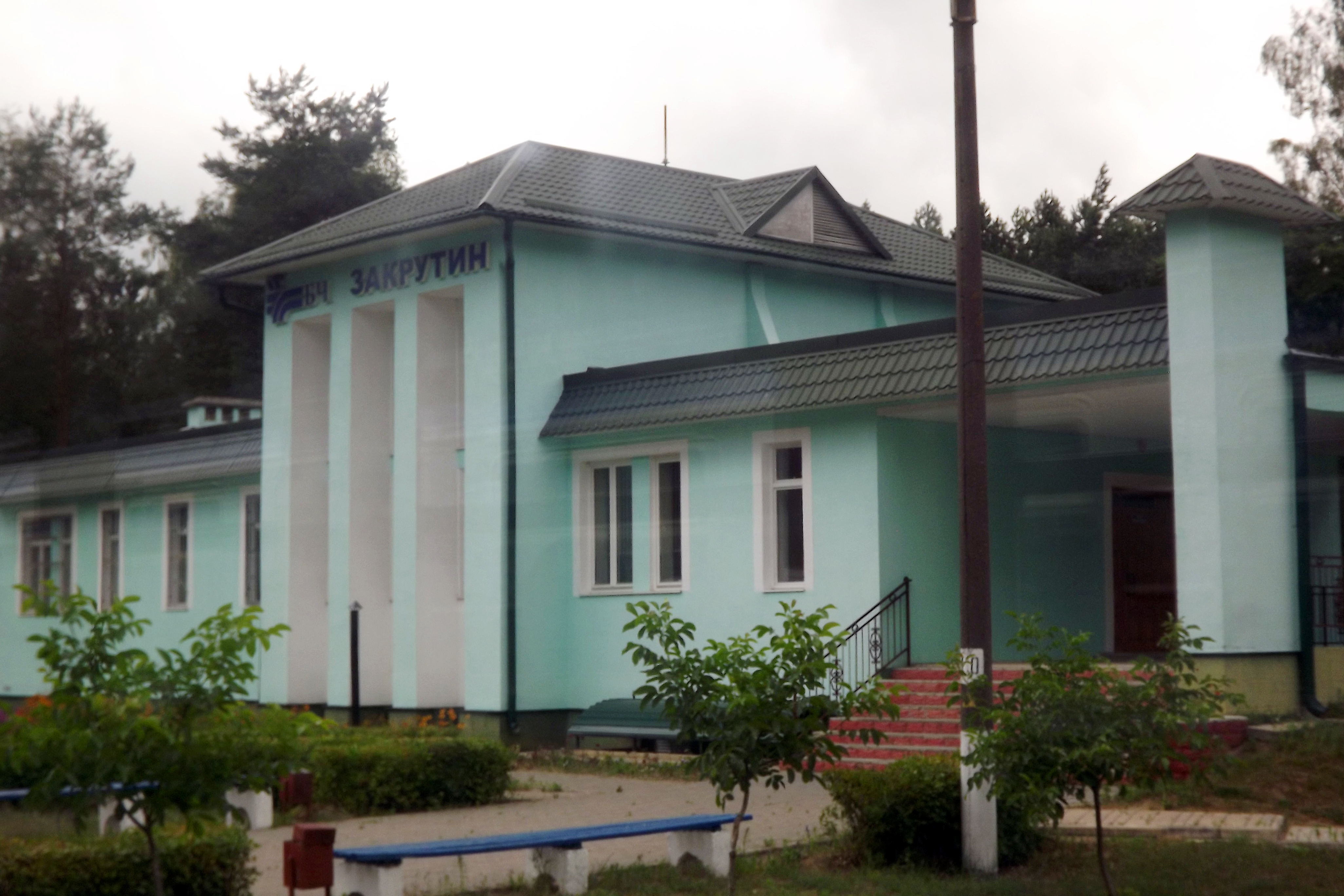
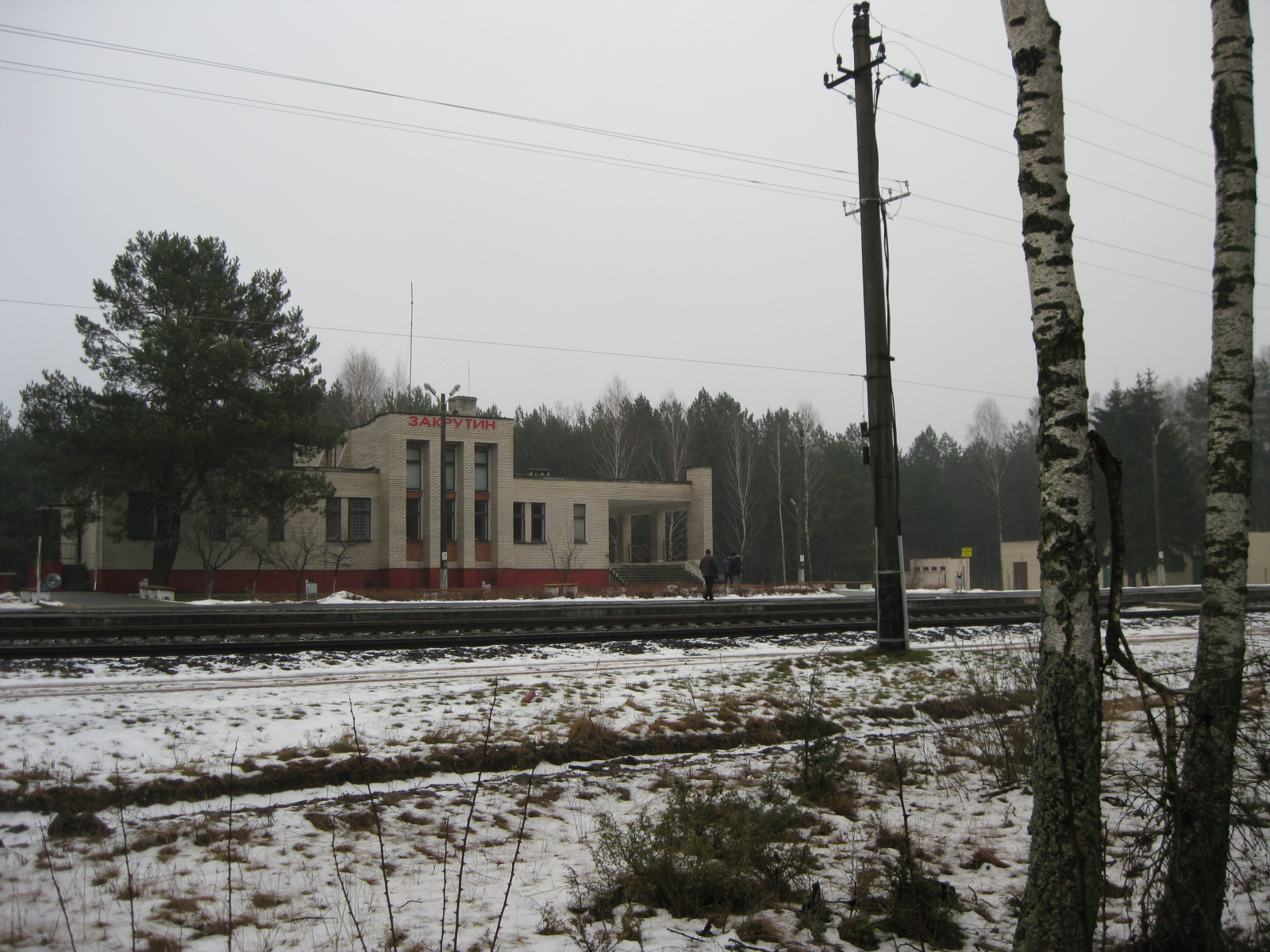